# Pavel Loskutov
Pavel Loskutov (Valka, 2 dicembre 1969) è un ex maratoneta estone.

## Palmarès

### Europei
- 1 medaglia:
  - 1 argento (Monaco di Baviera 2002 nella maratona)

## Altre competizioni internazionali
1996
- 7º alla Berlin Half Marathon ( Berlino) - 1h05'39"

1997
- 12º alla Maratona di Amburgo ( Amburgo) - 2h15'37"

1998
- 16º alla Maratona di Francoforte ( Francoforte) - 2h20'40"
- 10º alla Maratona di Amburgo ( Amburgo) - 2h15'36"

1999
- Oro alla Maratona di Francoforte ( Francoforte) - 2h12'37"
- 14º alla Maratona di Rotterdam ( Rotterdam) - 2h14'49"
- Oro alla Maratona di Helsinki ( Helsinki) - 2h19'18"
- Bronzo alla Maratona di Stoccolma ( Stoccolma) - 2h16'57"

2001
- Oro alla Maratona di Francoforte ( Francoforte) - 2h11'09"
- Oro alla Göteborgsvarvet ( Göteborg) - 1h03'00"

2002
- Argento alla Maratona di Parigi ( Parigi) - 2h08'53"
- 4º alla Maratona di Fukuoka ( Fukuoka) - 2h10'14"
- 4º alla Austin Marathon ( Austin) - 2h16'11"
- Argento alla Göteborgsvarvet ( Göteborg) - 1h03'50"
- Oro alla Grand Race around Lake Viljandi ( Viljandi)

2003
- Oro alla Maratona di Seul ( Seul) - 2h09'15"
- Oro alla Grand Race around Lake Viljandi ( Viljandi)

2004
- Oro alla Maratona di Seul ( Seul) - 2h09'34"
- Bronzo alla Göteborgsvarvet ( Göteborg) - 1h05'06"
- Oro alla Grand Race around Lake Viljandi ( Viljandi)

2005
- 14º alla Maratona di Boston ( Boston) - 2h19'04"
- 4º alla Maratona di Seul ( Seul) - 2h12'12"
- Bronzo alla Göteborgsvarvet ( Göteborg) - 1h04'26"

2006
- 12º alla Maratona di Parigi ( Parigi) - 2h11'25"
- 5º alla Göteborgsvarvet ( Göteborg) - 1h03'54"
- Oro alla Grand Race around Lake Viljandi ( Viljandi)

2007
- 5º alla Göteborgsvarvet ( Göteborg) - 1h04'47"
- Oro alla Grand Race around Lake Viljandi ( Viljandi)

2008
- Oro alla Grand Race around Lake Viljandi ( Viljandi)

2010
- Bronzo alla Maratona di Tallinn ( Tallinn) - 2h22'17"
- Bronzo alla Maratona di Riga ( Riga) - 2h21'36"
- Oro alla Grand Race around Lake Viljandi ( Viljandi)